# Jean-Marc Vasseur
Pour les articles homonymes, voir Vasseur.
Jean-Marc Vasseur est un scénariste franco-américain né le 14 octobre 1946. Il a passé plus de 20 ans aux États-Unis et a travaillé dans les studios de Hollywood avec des grands tels qu'Anthony Quinn, Carl Forman, Robert Collins et Kevin Costner. Il a été le chef monteur du chef-d'œuvre de l'horreur House on Sorority Row, ainsi que sur des séries et des téléfilms, dont Le Lien du clan avec Tony Curtis. Il était également l'assistant chef monteur sur La Fièvre du samedi soir.
Il a écrit, entre autres, la série télé Emmanuelle.